# Anders Moselius
Anders Moselius, född 1673 i Östra Hargs församling, Östergötlands län, död 19 april 1732 i Gårdeby församling, Östergötlands län, var en svensk präst.

## Biografi
Anders Moselius föddes 1673 i Östra Hargs församling och döptes 6 april samma år. Han var son till ryttaren Per Andersson och Maria Månsdotter på Mossebo. Moselius blev 1702 student vid Uppsala universitet och prästvigdes 6 mars 1707. Han blev 1708 komminister i Västra Husby församling och 10 januari 1723 kyrkoherde i Gårdeby församling. Moselius avled 1732 i Gårdeby församling.

### Familj
Moselius gifte sig 20 november 1707 med Catharina Hagman (född 1679). Hon var dotter till kyrkoherden i Hägerstads församling. De fick tillsammans barnen kyrkoherden Magnus Moselius i Östra Eneby församling, Anna Catharina Moselius som var gift med kyrkoherden Nicolaus Södersten i Tåby församling och kyrkoherden Hans Kindblom i Västra Husby församling, handlanden Per Mosell (1712–1789) i Söderköping, Agneta Moselius (född 1714) som var gift med hospitalssysslomannen Nils Bersselius i Linköping, Jacob Moselius (född 1715), kollegan Anders Moselius vid Norrköpings trivialskola, Maria Moselius (1719–1768) som var gift med inspektorn Magnus Brytzell på Brystorp, sergeanten Abraham Mosell (1722–1764) i Skärkinds församling, och komministern Isac Moselius i Askeby församling.